# Bactrocera papayae
Bactrocera papayae är en tvåvingeart som beskrevs av Drew och Albany Hancock 1994. Bactrocera papayae ingår i släktet Bactrocera och familjen borrflugor. Inga underarter finns listade.